# Teselado triangular
En geometría, un teselado triangular o mosaico triangular es uno de los tres teselados regulares bidimensionales, y es el único mosaico donde las formas constituyentes no son paralelógonos. Debido a que el ángulo interno del triángulo equilátero es de 60 grados, seis triángulos en un punto ocupan 360 grados completos. El mosaico triangular tiene símbolo de Schläfli de {3,6}.
El matemático inglés John Conway lo llamó deltille, llamado así por la forma triangular de la letra griega delta (Δ). El mosaico triangular también se puede llamar kishextille mediante la operación kis que agrega un punto central y triángulos para reemplazar las caras de un teselado hexagonal.
Es uno de los tres teselados regulares del plano. Los otros dos son el teselado cuadrado y el teselado hexagonal.

## Coloraciones uniformes

Un teselado triangular 2 uniforme, con triángulos de 4 colores, relacionado con el poliedro geodésico como {3,6+}_{2,0}

Hay 9 coloreados uniformes distintos de un teselado triangular (se obtienen nombrando los colores con índices en los 6 triángulos alrededor de un vértice: 111111, 111112, 111212, 111213, 111222, 112122, 121212, 121213, 121314). Tres de ellos se pueden derivar de otros repitiendo colores: 111212 y 111112 de 121213 combinando 1 y 3, mientras que 111213 se reduce de 121314.
Hay una clase de coloreado arquimediano, 111112, (marcada con un *) que no es uniforme y contiene filas alternas de triángulos donde cada tercio está coloreado. El ejemplo que se muestra es 2 uniforme, pero hay infinitas coloraciones de Arquímedes que se pueden crear mediante cambios horizontales arbitrarios de las filas.
| 111111     | 121212      | 111222     | 112122    | 111112(*) |
|            |             |            |           |           |
| p6m (*632) | p3m1 (*333) | cmm (2*22) | p2 (2222) | p2 (2222) |

| 121213     | 111212     | 111112     | 121314   | 111213   |
|            |            |            |          |          |
| p31m (3*3) | p31m (3*3) | p31m (3*3) | p3 (333) | p3 (333) |

## Empaquetamientos circulares y de celosía A2

La retícula A como tres teselados triangulares: + +

La disposición de vértices del teselado triangular se llama retícula A2. Es el caso bidimensional de un panal simpléctico.
El retículo A*
2 (también llamado A3
2) se puede construir mediante la unión de las tres retículos A2 y es equivalente al retículo A2.
 +  +  = doble de  = 
Los vértices del teselado triangular son los centros del empaquetamiento de círculos más denso posible. Cada círculo está en contacto con otros 6 círculos en el empaquetamiento (número de osculación). La densidad de empaquetado es π⁄√12 o 90.69%.
Las celdas de Voronoi de un teselado triangular son un conjunto de hexágonos, por lo que sus polígonos de Thiessen, un teselado hexagonal, tiene una correspondencia directa con los empaquetamientos circulares.

## Variaciones geométricas
Los teselados triangulares se pueden generar con la topología {3,6} equivalente a la del teselado regular (6 triángulos alrededor de cada vértice). Con caras idénticas (transitividad entre caras) y entre vértices, hay 5 variaciones. La simetría dada asume que todas las caras son del mismo color.

Triángulos con simetría p2
Triángulos escalenos con simetría pmg
Triángulos isósceles con simetría cmm
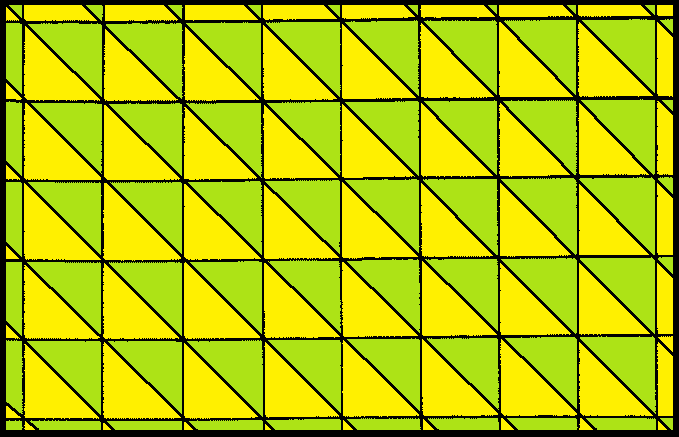
Triángulos rectángulos con simetría cmm
Triángulos equiláteros con simetría p6m

## Poliedros y teselados relacionados
Los teselados planos están relacionados con los poliedros. Poner menos triángulos en un vértice deja un espacio y permite realizar un pliegue para formar una pirámide. Esta idea se puede expandir a los sólidos platónicos: cinco, cuatro y tres triángulos en un vértice definen un icosaedro, un octaedro y un tetraedro respectivamente.
Este mosaico está relacionado topológicamente como parte de una secuencia de poliedros regulares con símbolo de Schläfli {3,n}, que continúa en el plano hiperbólico.
| *n32 mutación de simetría de teselados regulares: {3,n} | *n32 mutación de simetría de teselados regulares: {3,n} | *n32 mutación de simetría de teselados regulares: {3,n} | *n32 mutación de simetría de teselados regulares: {3,n} | *n32 mutación de simetría de teselados regulares: {3,n} | *n32 mutación de simetría de teselados regulares: {3,n} | *n32 mutación de simetría de teselados regulares: {3,n} | *n32 mutación de simetría de teselados regulares: {3,n} | *n32 mutación de simetría de teselados regulares: {3,n} | *n32 mutación de simetría de teselados regulares: {3,n} | *n32 mutación de simetría de teselados regulares: {3,n} | *n32 mutación de simetría de teselados regulares: {3,n} |
| Esférico                                                | Esférico                                                | Esférico                                                | Esférico                                                | Euclídeo                                                | Hiperbólico compacto                                    | Hiperbólico compacto                                    | Paracompacto                                            | Hiperbólico no compacto                                 | Hiperbólico no compacto                                 | Hiperbólico no compacto                                 | Hiperbólico no compacto                                 |
| ------------------------------------------------------- | ------------------------------------------------------- | ------------------------------------------------------- | ------------------------------------------------------- | ------------------------------------------------------- | ------------------------------------------------------- | ------------------------------------------------------- | ------------------------------------------------------- | ------------------------------------------------------- | ------------------------------------------------------- | ------------------------------------------------------- | ------------------------------------------------------- |
|                                                         |                                                         |                                                         |                                                         |                                                         |                                                         |                                                         |                                                         |                                                         |                                                         |                                                         |                                                         |
| 3.3                                                     | 3                                                       | 34                                                      | 35                                                      | 36                                                      | 37                                                      | 38                                                      | 3∞                                                      | 312i                                                    | 39i                                                     | 36i                                                     | 33i                                                     |

También está relacionado topológicamente como parte de la secuencia de los sólidos de Catalan con configuración de vértices Vn.6.6, y también continúa en el plano hiperbólico.
| V3.6.6 | V4.6.6 | V5.6.6 | V6.6.6 | V7.6.6 |

### Construcciones de Wythoff a partir de teselados hexagonales y triangulares
Al igual que los poliedros uniformes, hay ocho teselados uniformes que se pueden basar en el teselado hexagonal regular (o en su dual triangular).
Dibujando los mosaicos coloreados como rojo en las caras originales, amarillo en los vértices originales y azul en los bordes originales, hay 8 formas, 7 que son topológicamente distintas (el teselado triangular truncado es topológicamente idéntico al teselado hexagonal).
| Teselados hexagonales/triangulares uniformes | Teselados hexagonales/triangulares uniformes | Teselados hexagonales/triangulares uniformes | Teselados hexagonales/triangulares uniformes | Teselados hexagonales/triangulares uniformes | Teselados hexagonales/triangulares uniformes | Teselados hexagonales/triangulares uniformes | Teselados hexagonales/triangulares uniformes | Teselados hexagonales/triangulares uniformes |
| Dominios fundamentales                       | Simetría: [6,3], (*632)                      | Simetría: [6,3], (*632)                      | Simetría: [6,3], (*632)                      | Simetría: [6,3], (*632)                      | Simetría: [6,3], (*632)                      | Simetría: [6,3], (*632)                      | Simetría: [6,3], (*632)                      | [6,3]+, (632)                                |
| -------------------------------------------- | -------------------------------------------- | -------------------------------------------- | -------------------------------------------- | -------------------------------------------- | -------------------------------------------- | -------------------------------------------- | -------------------------------------------- | -------------------------------------------- |
| Dominios fundamentales                       | {6,3}                                        | t{6,3}                                       | r{6,3}                                       | t{3,6}                                       | {3,6}                                        | rr{6,3}                                      | tr{6,3}                                      | sr{6,3}                                      |
| Dominios fundamentales                       |                                              |                                              |                                              |                                              |                                              |                                              |                                              |                                              |
|                                              |                                              |                                              |                                              |                                              |                                              |                                              |                                              |                                              |
| Config.                                      | 63                                           | 3.12.12                                      | (6.3)2                                       | 6.6.6                                        | 36                                           | 3.4.6.4                                      | 4.6.12                                       | 3.3.3.3.6                                    |

| Coxeter                  |        |         |        |         |        |         |       |             |
| Imagen Figura de vértice | (3.3)3 | 3.6.3.6 | (3.3)3 | 3.6.3.6 | (3.3)3 | 3.6.3.6 | 6.6.6 | 3.3.3.3.3.3 |

## Apeirógonos complejos regulares relacionados
Hay 4 apeirógonos complejos regulares que comparten los vértices del teselado triangular. Los apeirógonos complejos regulares tienen vértices y aristas, donde las aristas pueden contener 2 o más vértices. Los apeirógonos regulares p{q}r están restringidos por: 1/p + 2/q + 1/r = 1. Las aristas tienen p vértices, y las figuras de vértice son r-gonales.
El primero tiene 2 aristas, los dos siguientes son aristas triangulares y el último tiene aristas hexagonales superpuestas.
|         |         |         |         |
| 2{6}6 o | 3{4}6 o | 3{6}3 o | 6{3}6 o |

### Otros mosaicos triangulares
También hay tres teselados de Laves hechos de un solo tipo de triángulos:
| Quisrómbico triángulos rectángulos 30°-60°-90° | Quiscuadrado triángulos rectángulos 45°-45°-90° | Quisdelta triángulos isósceles 30°-30°-120° |